# 전주생명과학고등학교
전주생명과학고등학교(全州生命科學高等學校)는 대한민국 전북특별자치도 전주시 덕진구 인후동2가에 있는 공립 고등학교이다.

## 학교 연혁
- 1910년 3월 5일 : 공립 전주농림학교 설립
- 1910년 6월 1일 : 개교식 거행
- 1951년 8월 31일 : 전주농림고등학교로 개칭
- 1965년 3월 22일 : 동중학교와 분리
- 1969년 10월 2일 : 본관 신축
- 1977년 5월 10일 : 삼례농장 실습지 구입
- 2006년 3월 1일 : 전주생명과학고등학교 교명 변경
- 2011년 6월 16일 : 생명자원과(4), 식품과학과(3), 환경산업과(3)로 학과개편 인가
- 2020년 3월 1일 : 생명자원과 -> 식물과학과로 개편
- 2020년 3월 1일 : 반려동물과 신설
- 2023년 2월 10일 : 제109회 185명 졸업(총 25,577명)
- 2023년 3월 1일 : 학과개편(작물산업과, 산림조경과, 스마트팜과, 농업토목과, 산업기계과)

## 설치 학과
- 산업기계과
- 농업토목과
- 식품과학과
- 환경산업과
- 식물과학과
- 산림조경과
- 작물산업과
- 반려동물과
- 스마트팜과

## 참고 자료
- 전주생명과학고등학교 - 한국교육학술정보원 학교알리미